# Wally Kilrea
Walter "Wally" Kilrea, kanadski profesionalni hokejist, * 18. februar 1909, Ottawa, Ontario, Kanada, † 3. julij 1992. 
Kilrea je v ligi NHL kot napadalec igral 9 sezon, in sicer v moštvih Philadelphia Quakers, New York Americans, Ottawa Hockey Club, Montreal Maroons in Detroit Red Wings. Njegova brata Hector in Ken sta bila prav tako profesionalna hokejista in sta tudi zaigrala v ligi NHL. 

## Kariera
Kilrea je bil vsestranski napadalec, ki se je enakovredno dobro znašel na položajih levega krilnega napadalca in centra. Odrasel je v Ottawi in tam tudi igral za člansko amatersko moštvo Ottawa Montagnards v ligi Ottawa City Hockey League. Že po dveh sezonah je postal član NHL moštva Ottawa Hockey Club, v katerem je ostal samo večino prve sezone, preostanek pa je igral za London Panthers v ligi International Hockey League. Naslednjo sezono je bil del moštva Philadelphia Quakers, ki pa je po koncu sezone razpadlo, tako da se je preselil v New York k moštvu New York Americans.
Tudi v New Yorku je ostal le eno sezono, saj je v naslednji znova nastopal za ekipo Ottawa Hockey Club, v kateri pa ni končal sezone, saj je predčasno okrepil moštvo Montreal Maroons. Po sezoni in pol v Montrealu in delnem igranju za IHL moštvo Windsor Bulldogs je postal član moštva Detroit Red Wings, s katerim je osvojil Stanleyjev pokal v letih 1936 in 1937. Sezona 1937/38 je bila zanj zadnja v ligi NHL, saj je med sezono pričel igrati za Pittsburgh Hornets. V ligi International-American Hockey League je igral tudi v naslednjih 6 sezonah v dresu moštva Hershey Bears, le da se je liga od 1940 imenovala American Hockey League. 
Po Kilreaju se je eno sezono imenoval pokal, danes znan kot John B. Sollenberger Trophy, ki se podeljuje najboljšemu strelcu lige AHL. Čast imenovanja pokala po njem je Kilreaju pripadla, potem ko je ob vzpostavitvi pokala (v sezoni 1947/48) držal rekord največ doseženih zadetkov v eni sezoni lige AHL. Potem ko je v prvi sezoni njegov rekord podrl Carl Liscombe in pokal tudi osvojil, so pokal imenovali po Liscombu, a tudi to le do leta 1954. 

### Pregled kariere
Odebeljeno - reprezentančni nastopi, glej tudi Statistika pri hokeju na ledu.
| Moštvo               | Liga        | Sezona |    | Redni del | Redni del | Redni del | Redni del | Redni del | Redni del |   | Končnica | Končnica | Končnica | Končnica | Končnica | Končnica |
| -------------------- | ----------- | ------ | -- | --------- | --------- | --------- | --------- | --------- | --------- | - | -------- | -------- | -------- | -------- | -------- | -------- |
| Moštvo               | Liga        | Sezona | OT | G         | P         | T         | +/-       | KM        | OT        | G | P        | T        | +/-      | KM       |          |          |
| Ottawa Montagnards   | OCHL        | 27/28  |    | 15        | 5         | 3         | 8         |           |           |   |          |          |          |          |          |          |
| Ottawa Montagnards   | Pokal Allan | 27/28  |    |           |           |           |           |           |           |   | 2        | 1        | 0        | 1        |          | 0        |
| Ottawa Montagnards   | OCHL        | 28/29  |    | 12        | 5         | 8         | 13        |           |           |   |          |          |          |          |          |          |
| Ottawa Hockey Club   | NHL         | 29/30  |    | 38        | 4         | 2         | 6         |           | 4         |   | 2        | 0        | 0        | 0        |          | 0        |
| London Panthers      | IHL         | 29/30  |    | 3         | 0         | 0         | 0         |           | 0         |   |          |          |          |          |          |          |
| Philadelphia Quakers | NHL         | 30/31  |    | 44        | 8         | 12        | 20        |           | 22        |   |          |          |          |          |          |          |
| New York Americans   | NHL         | 31/32  |    | 48        | 3         | 8         | 11        |           | 18        |   |          |          |          |          |          |          |
| Ottawa Hockey Club   | NHL         | 32/33  |    | 32        | 4         | 5         | 9         |           | 14        |   |          |          |          |          |          |          |
| Montreal Maroons     | NHL         | 32/33  |    | 19        | 1         | 7         | 8         |           | 2         |   | 2        | 0        | 0        | 0        |          | 0        |
| Montreal Maroons     | NHL         | 33/34  |    | 45        | 3         | 1         | 4         |           | 7         |   | 4        | 0        | 0        | 0        |          | 0        |
| Windsor Bulldogs     | IHL         | 33/34  |    | 3         | 0         | 0         | 0         |           | 2         |   |          |          |          |          |          |          |
| Detroit Red Wings    | NHL         | 34/35  |    | 3         | 0         | 0         | 0         |           | 0         |   |          |          |          |          |          |          |
| Detroit Olympics     | IHL         | 34/35  |    | 38        | 12        | 20        | 32        |           | 23        |   | 5        | 1        | 4        | 5        |          | 0        |
| Detroit Red Wings    | NHL         | 35/36  |    | 48        | 4         | 10        | 14        |           | 10        |   | 7        | 2        | 2        | 4        |          | 2        |
| Detroit Olympics     | IHL         | 35/36  |    | 3         | 4         | 2         | 6         |           | 0         |   |          |          |          |          |          |          |
| Detroit Red Wings    | NHL         | 36/37  |    | 47        | 8         | 13        | 21        |           | 6         |   | 10       | 0        | 2        | 2        |          | 4        |
| Detroit Red Wings    | NHL         | 37/38  |    | 5         | 0         | 0         | 0         |           | 4         |   |          |          |          |          |          |          |
| Pittsburgh Hornets   | IAHL        | 37/38  |    | 44        | 6         | 11        | 17        |           | 28        |   | 2        | 0        | 0        | 0        |          | 0        |
| Hershey Bears        | IAHL        | 38/39  |    | 42        | 17        | 31        | 48        |           | 35        |   | 5        | 5        | 2        | 7        |          | 5        |
| Hershey Bears        | IAHL        | 39/40  |    | 56        | 12        | 29        | 41        |           | 18        |   | 10       | 2        | 5        | 7        |          | 4        |
| Hershey Bears        | AHL         | 40/41  |    | 55        | 17        | 37        | 54        |           | 0         |   | 10       | 1        | 3        | 4        |          | 4        |
| Hershey Bears        | AHL         | 41/42  |    | 56        | 12        | 35        | 47        |           | 14        |   | 10       | 4        | 2        | 6        |          | 2        |
| Hershey Bears        | AHL         | 42/43  |    | 56        | 31        | 68        | 99        |           | 8         |   | 4        | 0        | 0        | 0        |          | 0        |
| Hershey Bears        | AHL         | 43/44  |    | 33        | 15        | 30        | 45        |           | 8         |   |          |          |          |          |          |          |
| Skupaj               |             |        |    | 745       | 171       | 332       | 503       |           | 223       |   | 77       | 16       | 21       | 37       |          | 21       |

## Dosežki
- Zmagovalec Stanleyjevega pokala (1936, 1937)